# Childhood Days
Childhood Days er en japansk film fra 1990 af Masahiro Shinoda.

## Medvirkende
- Tetsuya Fujita som Shinji Kazama
- Yuji Horioka som Takeshi Ohara
- Katsuhisa Yamazaki som Futoshi Tanabe
- Kensuke Sudo som Minako Saiki
- Shima Iwashita som Shizue Kazama
- Toshiyuki Hosokawa som Shusaku Kazama
- Choichiro Kawarazaki som Tatsuo Kazama
- Kazuyo Mita som Shige Kazama
- Nobuko Sendo som Akiko Tanabe